# مطار بيكول الدولي
مطار بيكول الدولي هو مطار دولي يخدم مدينة ليجازبي،الفلبين.بدأ بناء المطار في 2008 وأفتتح في 7 أكتوبر 2021 ومن المتوقع أن يخدم 2.2 مليون مسافر سنوياً.